# Christof Bolay
Christof Bolay (* 1968 in Heilbronn) ist ein deutscher Kommunalpolitiker (SPD). Seit 2005 ist er Oberbürgermeister von Ostfildern.
Er machte sein Abitur in Leonberg und absolvierte seinen Zivildienst in Stuttgart. Anschließend studierte Bolay Literaturwissenschaft und Politikwissenschaft. Im baden-württembergischen Wirtschaftsministerium war Christof Bolay unter anderem als Büroleiter des Staatssekretärs sowie als Referent für Fragen der beruflichen Bildung und für Technologiepolitik tätig. 2002 war er zehn Monate lang im Büro des Bundesgeschäftsführers der SPD für Finanzen und Personal zuständig.
Bei der Oberbürgermeisterwahl in Ostfildern am 20. Februar 2005 wurde Christof Bolay im ersten Wahlgang mit 51,4 Prozent der Stimmen zum neuen Oberbürgermeister der Großen Kreisstadt Ostfildern gewählt. Am 24. Februar 2013 wurde Bolay mit 97,8 Prozent der Stimmen für weitere acht Jahre in seinem Amt bestätigt. Er war der einzige Kandidat für das Bürgermeisteramt. Die Wahlbeteiligung lag bei 29,13 Prozent. Am 7. Februar 2021 wurde er mit 68,6 Prozent der Stimmen erneut wiedergewählt. Er hatte mit Robert Langer von der FDP (30,87 %) einen Gegenkandidaten. Die Wahlbeteiligung lag bei 44,3 Prozent.
Ende Januar 2022 wurden gegen Bolay von Impfgegnern auf Sozialen Medien massive Beleidigungen und Morddrohungen ausgesprochen, nachdem dieser per Allgemeinverfügung die als „Corona-Spaziergänge“ deklarierten unangemeldeten Demonstrationen verboten hatte. Dabei wurden auch Falschmeldungen verbreitet, Bolay habe den Einsatz von Schusswaffen angekündigt, während die Allgemeinverfügung tatsächlich den juristisch korrekten Hinweis enthielt, dass die Polizei sofern erforderlich zum Einsatz von Waffen (also Schlagstock oder Pfefferspray) befugt ist.